# Biblioteca da Escola Superior de Educação do Porto
A Biblioteca Central do Instituto Politécnico do Porto (IPP) é uma biblioteca de referência geral. É também especializada nos domínios de formação e acção do Instituto Politécnico do Porto. A Biblioteca tem forte vocação de Mediateca, Centro de Recursos e Serviço de Documentação e Publicações. Situa-se no Porto, em Portugal. O projecto da Biblioteca é da autoria do arquitecto Filipe Oliveira Dias.

## Meios da biblioteca
- Funciona integrada nos Serviços de Documentação e Publicações como um serviço central de apoio documental e bibliográfico;
- Constitui o núcleo central da rede de bibliotecas do IPP e do seu sistema informático de gestão integrada.

## Arquitectura

### Volumetria
- Da volumetria salienta-se a dinâmica, expressa pela utilização de panos de fachada inclinados, por volumes que se entrelaçam, por determinados remates fazendo lembrar a colocação de livros numa estante e desmistificando o conceito de frente / traseiras assumindo-se o edifício como um todo, qualquer que seja a perspectiva de observação. Área: 5400 m².

### Distribuição funcional
- O núcleo central do edifício é constituído pelo Átrio, pela Sala de Leitura e espaços adjacentes de consulta de CDRoms e Internet. Dentro deste núcleo existe uma permanente interligação física e uma fluidez visual, garantindo-se contudo a autonomia dos vários espaços, quer física quer acústica.

### O Atrio Central
- O Átrio Central é um espaço de grandes dimensões que permite a realização de mostras ou exposições temporárias sendo animadas por zonas com pé direito triplo, escadas de estrutura metálica, passerelas com pavimentos em cristal e pela presença inconfundível dos vitrais.

### A Sala de Leitura
- A Sala de Leitura, é um espaço muito rico em forma, cor e conceito, onde a presença do vitral e a composição de panos de parede com distintas tonalidades a marcam indelevelmente. Indo buscar alguma inspiração a conceitos ancestrais de salas com galerias, este espaço surge-nos com pé direito duplo e com uma galeria metálica de pavimento em cristal, possibilitando, em ambos os níveis, a existência de estantes com livros para consulta associadas a núcleos de mesas para estudo.

### Outros Espaços
- O edifício possuí ainda várias outras salas, para consulta de livros antigos e raros, de utilização condicionada, salas de áudio escuta, de estudo em grupo, de reuniões, além de todas as zonas administrativas necessárias ao funcionamento de um edifício com estas dimensões e complexidades.
- No rés-do-chão, existe uma sala destinada à consulta de publicações periódicas (revista e jornais) com ligação directa ao bar e ao anfiteatro exterior e que se assume também, como um núcleo fundamental de encontro, reunião e discussão de ideias, indo mais uma vez ao encontro da interligação interior / exterior que o edifício demonstra.

### A Arte na Biblioteca
- Integrado no interior do edifício existem dois panos de vitral de consideráveis dimensões, da autoria do Pintor Sobral Centeno, que também constitui uma outra originalidade uma vez que se trata de um vitral totalmente interior, com dupla face e que por si só associa o aspecto estético e funcional, fazendo a separação física entre vários espaços distintos.